# Sofie Calderon
Sofie Calderon (* vor 2002) ist eine Schauspielerin, Regisseurin und Filmproduzentin.

## Leben
Calderon erreichte ein B.A. an der University of San Antonio und studierte Schauspiel an der American Academy of Dramatic Arts sowie unter Ivana Chubbuck, Michelle Danner und Jennifer M. Rincon. Zu ihren schauspielerischen Tätigkeiten am Theater, gehörten die Rollenverkörperungen der Lady Macbeth in Macbeth, der Sarita in Blade to the Heat und der Calonice in Lysistrata sowie das Auftreten beim CBS Diversity Showcase.
Im Fernsehen wirkte sie in einigen Folgen verschiedener Serien mit, so etwa in Strong Medicine: Zwei Ärztinnen wie Feuer und Eis (2003), The Shield – Gesetz der Gewalt (2004–2005) und Grey’s Anatomy (2018). Im Kino war sie unter anderem in zwei Filmen von Javier Calderon zu sehen. Einmal 2008 als Julia Marcman in dem Drama The God Project und ein weiteres Mal als Celia in dem 2016 veröffentlichten Action-Sportdrama The Holy Man. An Letzterem war sie auch als Produzentin beteiligt. 2017 führte sie Regie bei der Verfilmung von Elizabeth Liangs One-Woman-Show ALIEN CITIZEN: An Earth Odyssey, die humoristisch von den Komplikationen des Doppelbürgerindaseins mit gemischtem Erbe aus verschiedenen Kulturen erzählt. Ein Jahr später gewannen die beiden Filmschaffenden dafür auf dem Calcutta International Cult Film Festival den Outstanding Achievement Award in der Kategorie Performing Arts.

## Filmografie
- 2002: The King (Kurzfilm)
- 2003: Strong Medicine: Zwei Ärztinnen wie Feuer und Eis (Strong Medicine, Fernsehserie, eine Folge)
- 2004: Long Story Short (Kurzfilm)
- 2004–2005: The Shield – Gesetz der Gewalt (The Shield, Fernsehserie, 2 Folgen)
- 2006: Outta Sync
- 2007: Criminal Minds (Fernsehserie, eine Folge)
- 2008: The God Project
- 2009: Heroes (Fernsehserie, eine Folge)
- 2016: The Holy Man (auch als Produzentin)
- 2017: Shameless (Fernsehserie, eine Folge)
- 2017: ALIEN CITIZEN: An Earth Odyssey (als Regisseurin)
- 2018: Grey’s Anatomy (Fernsehserie, eine Folge)
- 2020: Navy CIS (NCIS, Fernsehserie, eine Folge)

## Auszeichnung
- 2018: Calcutta International Cult Film Festival – Outstanding Achievement Award in der Kategorie Performing Arts für ALIEN CITIZEN: An Earth Odyssey (geteilt mit Elizabeth Liang)[2]